# Нгаркато
Нгаркато (Аркато) — озеро в России, находится на территории Пуровского района Ямало-Ненецкого автономного округа. Площадь поверхности — 5,4 км².
Лежит в междуречье рек Ягенетта и Нигибнебяяха, в месте их сближения. Высота над уровнем моря — 29 м. Береговая линия изрезанная, имеется несколько заливов. Окружено болотами глубиной 0,5 м, местами поросшими лиственнично-кедровой тайгой.
Озеро бессточное, впадают четыре небольших ручья.
К югу от Нгаркато находится группа малых озёр Чернядьто, к юго-востоку — озёра Хыслямато, к северу — озеро Негито.
Название происходит из лесного ненецкого языка: Ңаљка то — 'большое озеро'.